# 清瀧神社 (浦安市)

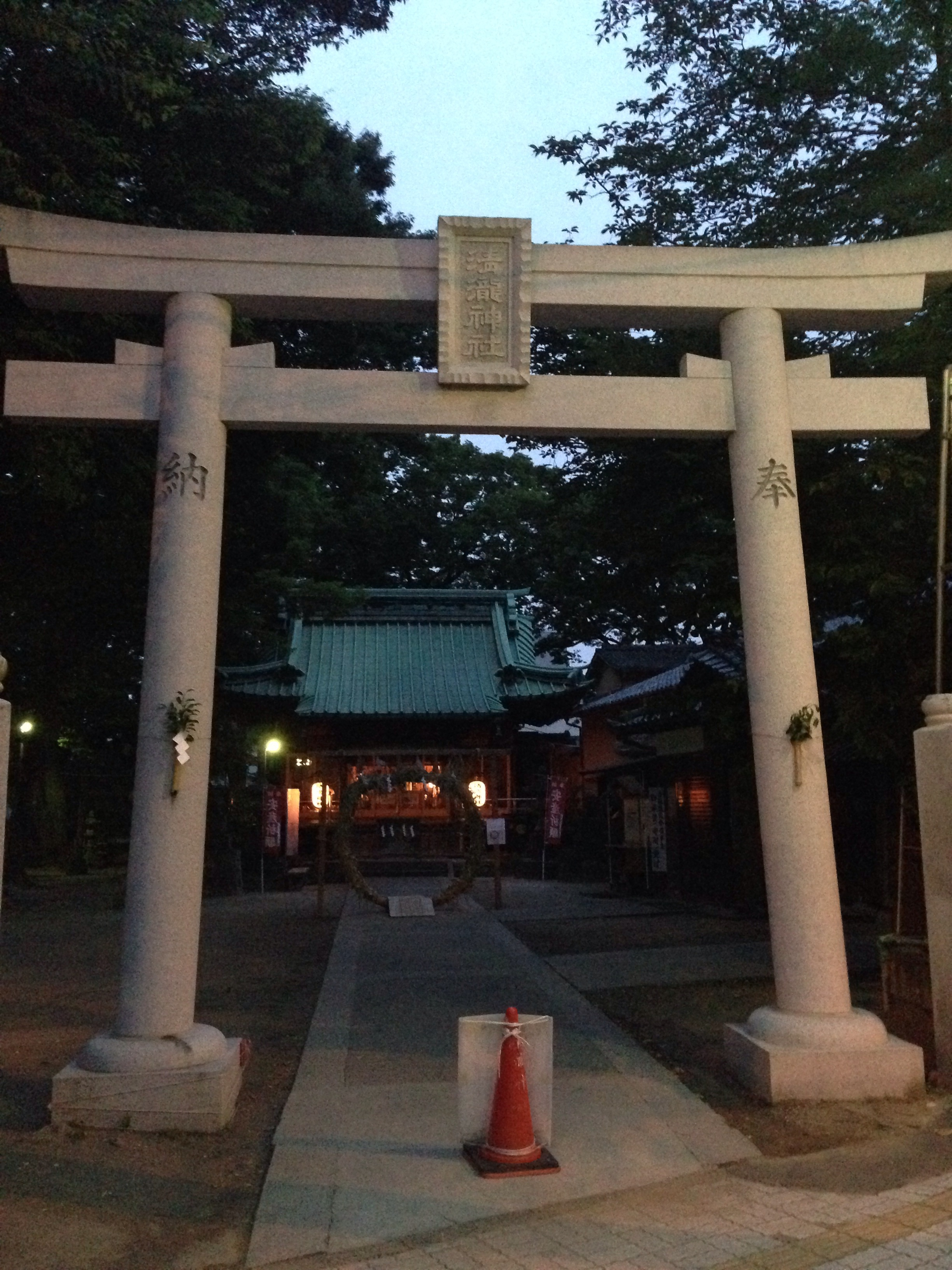
2012年6月に新造された一之鳥居

清瀧神社（せいりゅうじんじゃ）は、千葉県浦安市堀江にある神社。

## 概要
祭神は大綿津見神（海の神）。本殿は上総国のケヤキの大木を使用し1855年（安政2年）9月に造られたもので、浦安市の指定文化財となっている。また、建築様式は木造三間社流造りで、神紋は右三つ巴である。

## 歴史
- 1196年（建久7年） - この年の創建と伝えられる。
- 1299年（永仁元年） - 津波に遭い本殿が倒壊。
  - 更に元禄・享保・寛政の各年間にも津波の被害に遭う。
- 1855年（安政2年） - 本殿が再築され、狛犬が奉納された。
- 1896年（明治29年） - 拝殿が建立される。
- 1923年（大正12年） - 拝殿を修築する。
- 1971年（昭和46年） - 社務所と玉垣が建築される。
- 1982年（昭和57年） - 本殿が浦安市有形文化財に指定される。
- 2012年（平成24年） - 一之鳥居が建替えにより新造される[1]。

## 境内
- 本殿（浦安市指定文化財）
- 拝殿
- 社務所
- 堀江水準標石（土木学会選奨土木遺産）
江戸川堀江水位尺（量水標）の零位の基準となっていたもので、千葉県銚子市の飯沼観音（圓福寺）内に設置された飯沼水準原標石とともに日本最古の水準標石である[2]。

## 境内社
境内には以下の末社がある。
- 八坂神社
- 龍神社
- 道祖神社
- 浅間神社

## 祭事
年間行事
- 1月1日 - 歳旦祭
- 2月3日 - 節分祭
- 2月11日 - 建国記念祭
- 2月17日 - 祈年祭
- 6月15日 - 例祭

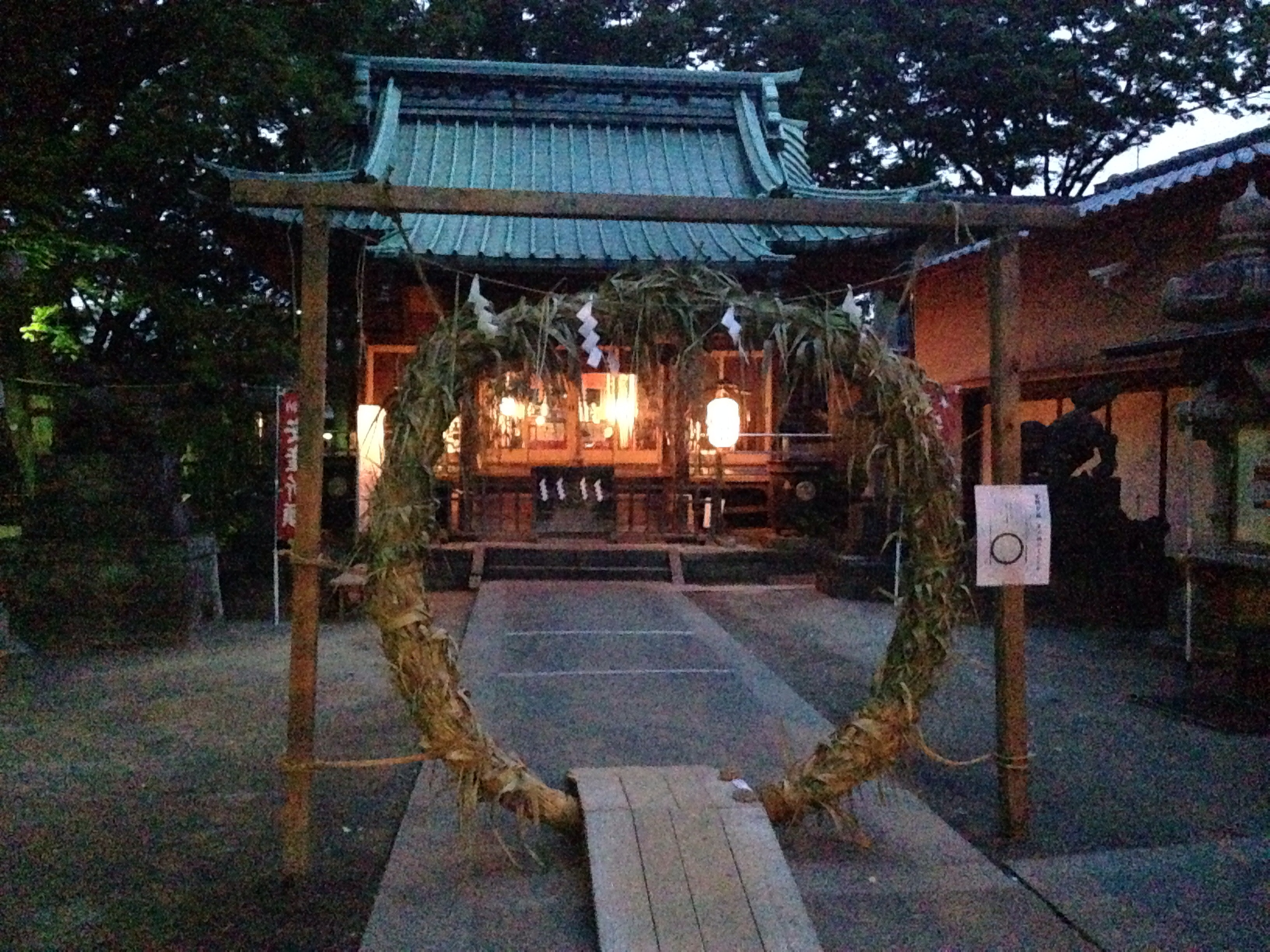
夏越大祓式における茅の輪

  - 4年に一度、清瀧神社・稲荷神社・豊受神社の三社で例大祭が行われる[3]。
- 6月30日 - 夏越大祓式
- 11月23日 - 新嘗祭
- 12月31日 - 年越大祓式

月次祭
- 毎月1日・15日 - 月次祭